# مستشفى فخري والدكتور أحمد القرزعي
مستشفى فخري والدكتور أحمد القرزعي وكان يُعرف سابقًا باسم مستشفى الدكتور محمد فخري والراجحي هو مستشفى خاص أُسس سنة 1955 م، ويقع في مدينة الخبر، في السعودية. المستشفى من تأسيس الدكتور محمد فخري، واشتهر بتخصصه في الرعاية الطويلة للمرضى.
في 26 سبتمبر 2016، أضرب العاملون في المستشفى عن العمل لتأخر رواتبهم لأكثر من 4 أشهر.